# Peter Kalmus

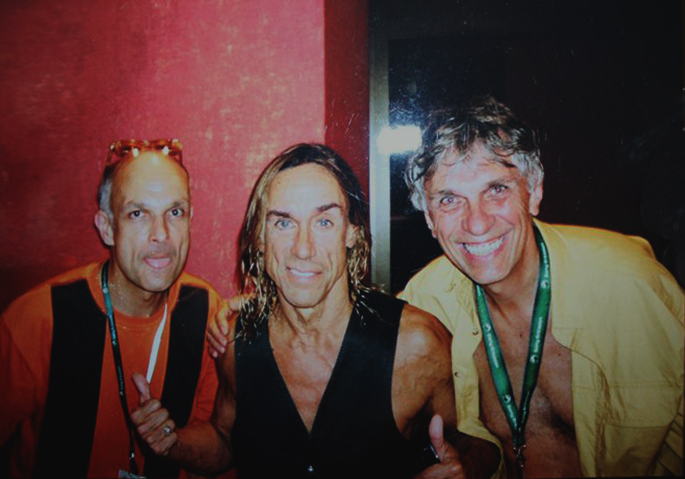
Peter Kalmus

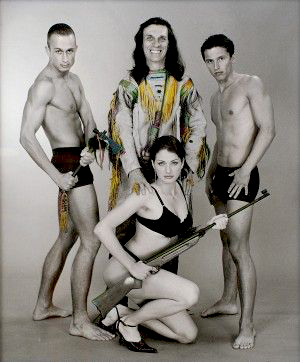
Syn lovce manželek, fotoakce, ručně kolorovaná fotografie, 2004

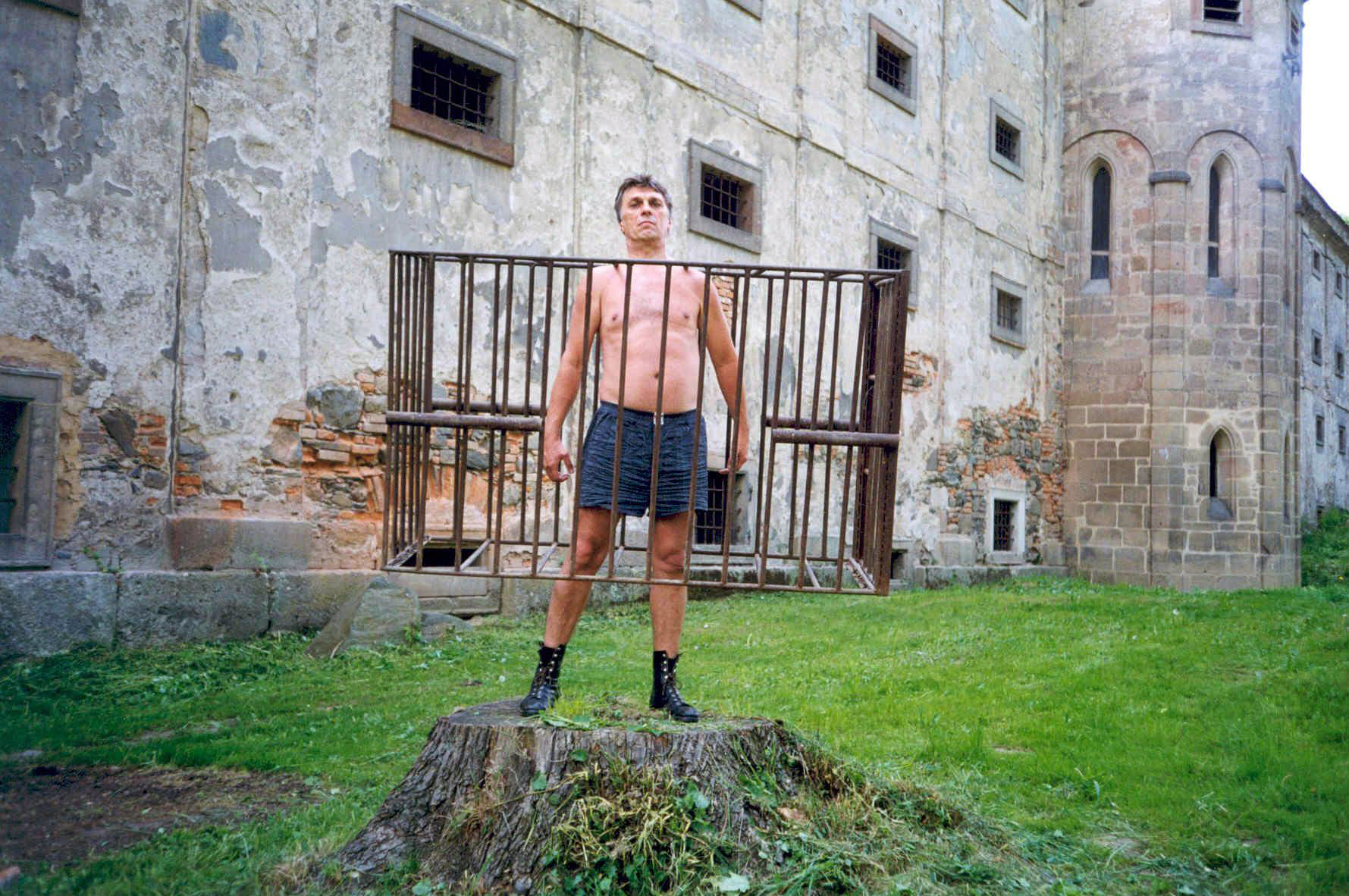
Šaty robia človeka, Plasy, 1999

Peter Kalmus (* 28. srpna 1953, Piešťany) je slovenský výtvarník, fotograf a autodidakt.

## Rodina
- otec: Wolfgang Hans Hartman Kalmus (* 13. února 1930)
- matka: Mária rozená Češeková (1931 – 2006)

## Životopis
Od devíti let žije a tvoří převážně v Košicích. V sedmdesátých letech a během normalizace byl výraznou součástí neoficiální undergroundové umělecké scény. V letech 1972–1975 realizoval několik akcí a experimentů (převážně v undergroundové sféře), zkoumajících vztahy života a umění. Jeho tvorba se zabývá převážně kresbou, asambláží, malbou, objektem, akčním uměním, instalací grafiky a performance, které mají často povahu veřejných otevřených a nenásilných protestů. V listopadu 1989 byl spoluzakladatelem Občanského fóra v Košicích. Dne 21. listopadu 1989 zorganizoval první demonstraci občanů Košic na Hlavní ulici v místech, kde v roce 1968 zabili sovětští vojáci studenta Michala Hamráka.
V letech 1990–2012 byl členem Spolku C + S, od roku 1992 členem spolku Združenie 1992. Zúčastnil se množství kolektivních výstav, mezinárodních výstavních sympozií a mezinárodních festivalů akčního umění. Ve svém výtvarném programu má několik témat, kterým se pravidelně, až obsesívně věnuje. Od roku 1988 dennodenně rituálně obalil minimálně jeden kámen drátem za každého deportovaného Žida během existence Slovenského státu. Tisíce mosazným drátem obalených kamenů (pracovní název Memento), se staly součástí monumentálního pomníku Park ušľachtilých duší, který vznikl ve Zvolenu jako pocta všem, kteří riskovali život aby zachránili pronásledované Židy. K jeho dlouhodobým projektům patří cyklus Partitur, či Korozních grafik. Od 90. let vytváří instalace, v nichž ventiluje svou posedlost konzumem a konzumní společností. Další sférou jeho zájmu je i akční umění, kterému se věnuje již od druhé poloviny sedmdesátých let. Umění považuje za životní styl.

## Výstavy

### Samostatné výstavy
- 1989 – Pomník, M. Klub, Košice, Slovensko
- 1992 – P.K. + P.K., Atrium klub Bratislava
- 1993 – Lovenie sietí, Rockový klub Tuba, Košice, Slovensko
- 1994 – Mr. Mondrian iťs only rock & roll, Galéria Geruláta, Bratislava, Slovensko
- 1995 – Monopolia, Galéria Palisády, Bratislava, Slovensko
- 1995 – Monopolia, Tatranská galéria Poprad, Slovensko
- 1995 – Monopolia, Štátna galéria Banská Bystrica, Slovensko
- 1995 – Monopolia, Múzeum V. Lofflera, Košice, Slovensko
- 1997 – Smrť Kalmusa?, Galéria Stoka, Bratislava, Slovensko
- 1998 – Rekonštrukcia pôvodných situácii , Požitavská galéria, Nové Zámky, Slovensko
- 1998 – Rekonštrukcia pôvodných situácií , Galerie U Dobrého pastýře, Brno, Česko
- 1998 – Rekonštrukcia pôvodných situácii , Galéria Tatrasoft, Bratislava, Slovensko
- 1999 – Rekonštrukcia pôvodných situácii , Monopolia, Výstavní síň Sokolská 26, Ostrava, Česko
- 1999 – Partitury - básně, Dům umění, Opava, Česko
- 2000 – Pour fekalité, inštalácia na Námestí SNP vo Zvolene počas VAD 2000, Slovensko
- 2000 – Iné monopolia, CC Centrum, Bratislava, Slovensko
- 2000 – Sugargame, Synagóga, Šamorín, Slovensko
- 2001 – Best of Retrospective 1972 – 2001 , Štátna galéria Banská Bystrica, Slovensko
- 2002 – Závidím sám sebe Archivováno 13. 7. 2020 na Wayback Machine., Múzeum V. Lofflera, Košice, Slovensko
- 2005 – Methexis & Parusia Archivováno 27. 2. 2015 na Wayback Machine. Galéria Jána Koniarka, Trnava, Slovensko
- 2009 – 10 – SALooN(ky), RIFLETEXAS – (ky) , Galéria umenia, Nové Zámky, Slovensko
- 2009 – DISCOLO KUGLIZÓ , Severozápadná bašta Zvolenského zámku, Zvolen, Slovensko
- 2010 – Dielo , Dom umenia, Bratislava, Slovensko
- 2012 – Napredovanie cúvaním, Mestská galéria, Rimavská Sobota, Slovensko
- 2012 – Peter Kalmus & Robert Mittringer - Toto nie je maľba, Krokus Galeria, Bratislava, Slovensko
- 2012 – Peter Kalmus Mr. Andy Warhol it's only rock - Kalmusic - Jesenná plavba s novými prácami autora., Múzeum moderného umenia Andyho Warhola, Medzilaborce, Slovensko
- 2013 – Mapy nášho (s)vedomia, Galéria Slovenského inštitútu, Praha, CZ
- 2013 – Nové, Galéria 19, Bratislava, SK
- 2014 – Tretie zvonenie, Múzeum V. Lofflera, Košice, Slovensko
- 2015 – Podstromčekové darčeky pre…., Sninský kaštieľ, Snina, Slovensko

### Skupinové výstavy
- 1981 – Artista professione uomo, Bergamo, Itálie
- 1981 – 33 KOWA, Sakurayama, Japonsko
- 1981 – Libres d artista / Artista books, Metronom Barcelóna, Barcelona, Španělsko
- 1982 – Imagine, Off Centre Calgary, Kanada
- 1982 – Our International Book 8, La Plata, Argentina
- 1982 – The Shirst Show, Tokio, Japonsko
- 1983 – Stretnutie, súkromný dom Medzev, ČSSR
- 1984 – Nacempore, súkromný byt, Košice, ČSSR
- 1985 – The First Ten (1975–1985), Off Centre Calgary, Kanada
- 1987 – výstava u P. Lipkoviča, súkromný byt, Košice, ČSSR
- 1987 – FAMAT, Divadlo I. Krasku, Piešťany, ČSSR
- 1987 – Divadlo Syntéza, UND Prešov, ČSSR
- 1987 – KVA - okresná prehliadka ObKS IV, Košice, ČSSR
- 1988 – Noc kúzelníkov, Galéria Kontajner UND, Prešov, ČSSR
- 1988 – Divadelná mladosť, Galéria Kontajner UND, Prešov, ČSSR
- 1988 – Sens Nonsens, Galéria Kontajner UND, Prešov, ČSSR
- 1989 – Neon I., M-klub, Košice, ČSSR
- 1989 – Malý veľký tresk, ObKS III, Bratislava, ČSSR
- 1989 – Noc kúzelníkov, A-klub, Bratislava,
- 1989 – Dom slov. kultúry, Praha, ČSSR
- 1990 – Košice – Bratislava – Wien, Heiligenkreuzerhof, Vídeň, Rakousko
- 1993 – Súčasná slovenská grafika, Štátna galéria Banská Bystrica
- 1994 – Súčasná slovenská grafika, Umelecká beseda Bratislava, SR, KIS Budapešť
- 1995 – UXA Studio d'arte, Novara, Itálie
- 2000 – Reality/Real (e) State, SCCA, Bratislava, Slovensko
- 2001 – Doppio triangolo, Abbazia di San Zeno,. Pisa, Itálie, Galerie Luciano Fascviati, Chur, Švýcarsko
- 2001 – Za Malevičom, Štátna galéria, Banská Bystrica, Slovensko
- 2001 – Za Malevičom Galéria Jána Koniarka, Trnava, Slovensko
- 2001 – Umenie akcie 1965 - 1989, SNG, Bratislava, Slovensko
- 2001 – Z prírastkov 1990 - 2001, Štátna galéria, Banská Bystrica, Slovensko
- 2001 – 15 minút slávy, Múzeum moderného umenia Andyho Warhola, Medzilaborce, Slovensko
- 2001 – Kolmo k ose II., Dum umění, Opava, Česko
- 2008 – Ja a tí Druhí, Nitrianska galéria, Nitra, Slovensko
- 2011 – C + S 2011, Galéria SVÚ, Bratislava, Slovensko
- 2011 – Sedmokrásky a klony, SNG, Bratislava, Slovensko
- 2011 – ĽADOVÝ HOKEJ V SÚČASNOM VÝTVARNOM UMENÍ, Múzeum Vojtecha Löfflera, Košice, Slovensko
- 2011 – Mapy II. Neznáme oblasti, Vodné kasárne, Bratislava, Slovensko
- 2011 – Zlá spoločnosť  Archivováno 13. 7. 2020 na Wayback Machine., galéria Plusmínusnula, Žilina, Slovensko
- 2011 – ALTERNATÍVNA SLOVENSKÁ GRAFIKA, Galéria Cypriána Majerníka, Bratislava, Slovensko
- 2011 – NULTÉ ROKY, Dom umenia, Bratislava, Slovensko
- 2012 – DELETE. UMENIE A VYMAZÁVANIE, SNG Esterházyho palác, Bratislava, Slovensko
- 2012 –  Obraz ako písmo, písmo v obraze, Múzeum moderného umenia Andyho Warhola, Medzilaborce, Slovensko
- 2012 – ZERO YEARS, galéria MODEM, Debrecen, Maďarsko

## Zastoupení ve sbírkách
- Slovenská národní galerie
- Galerie J. Koniarka Trnava
- Galerie umění Nové Zámky
- Nitrianská galerie
- Středoslovenská galerie Banská Bystrica
- Městská galerie Rimavská Sobota

## Výběr z tvorby

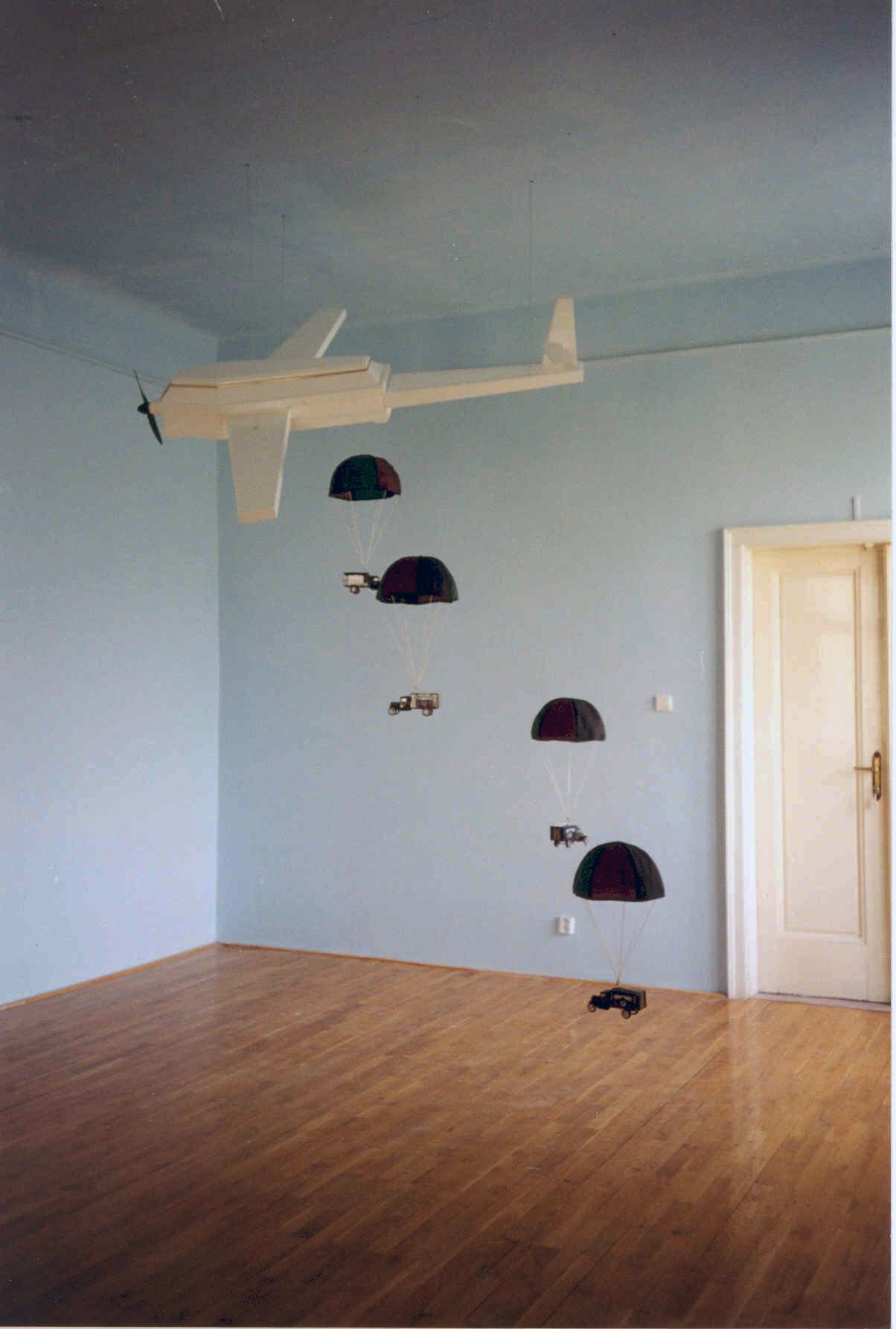
Atak, 2000
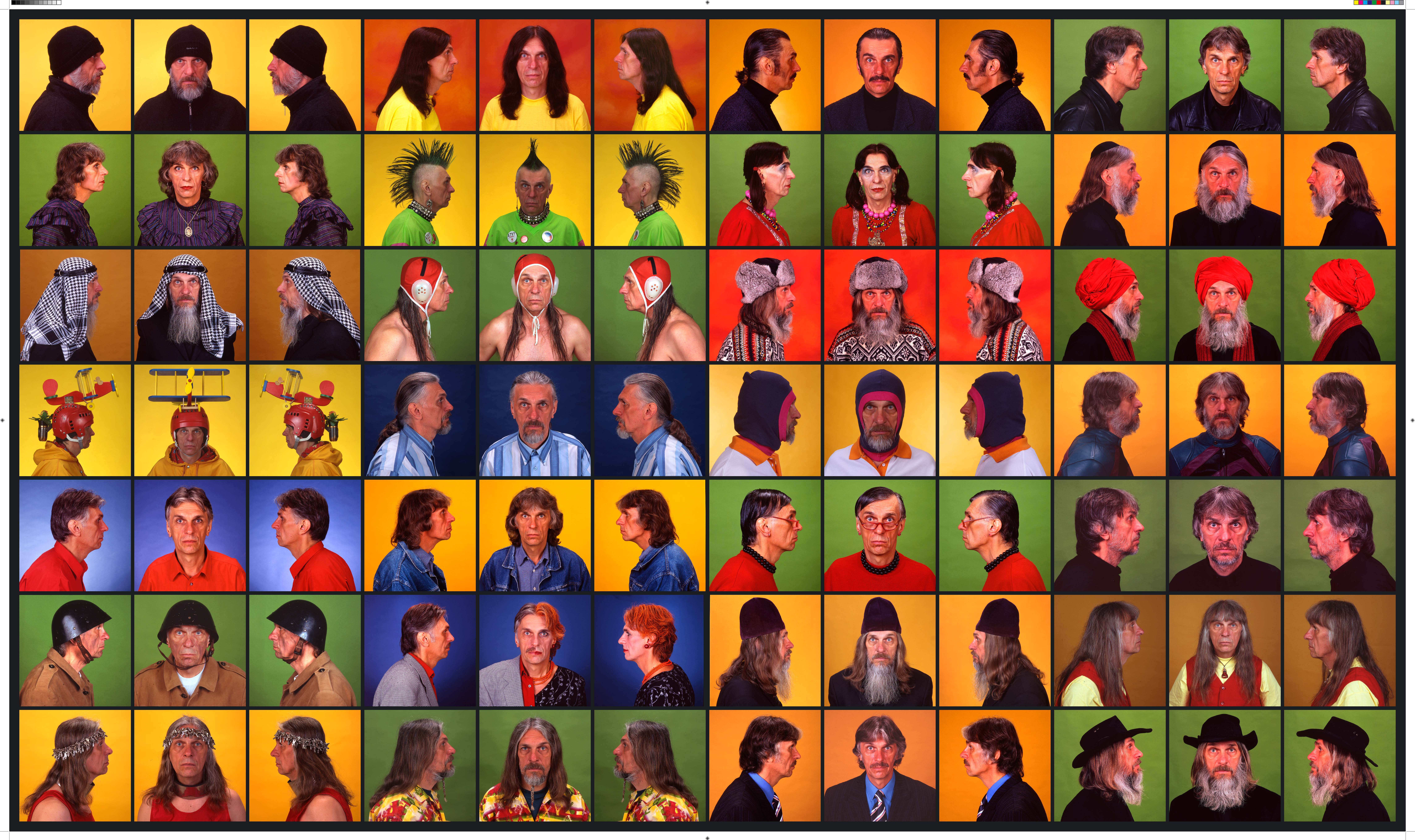
Z cyklu Prechodové portréty
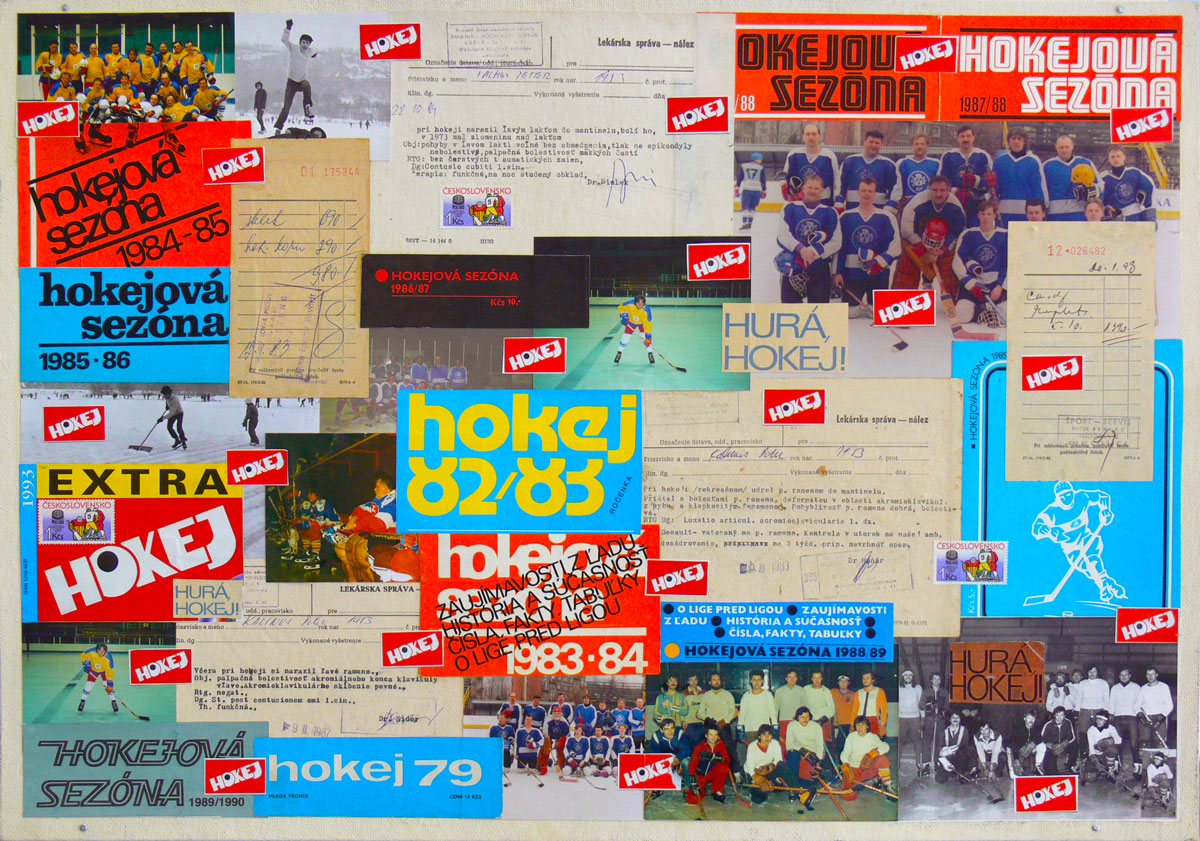
Ľadový hokej v súčasnom výtvarnom umení
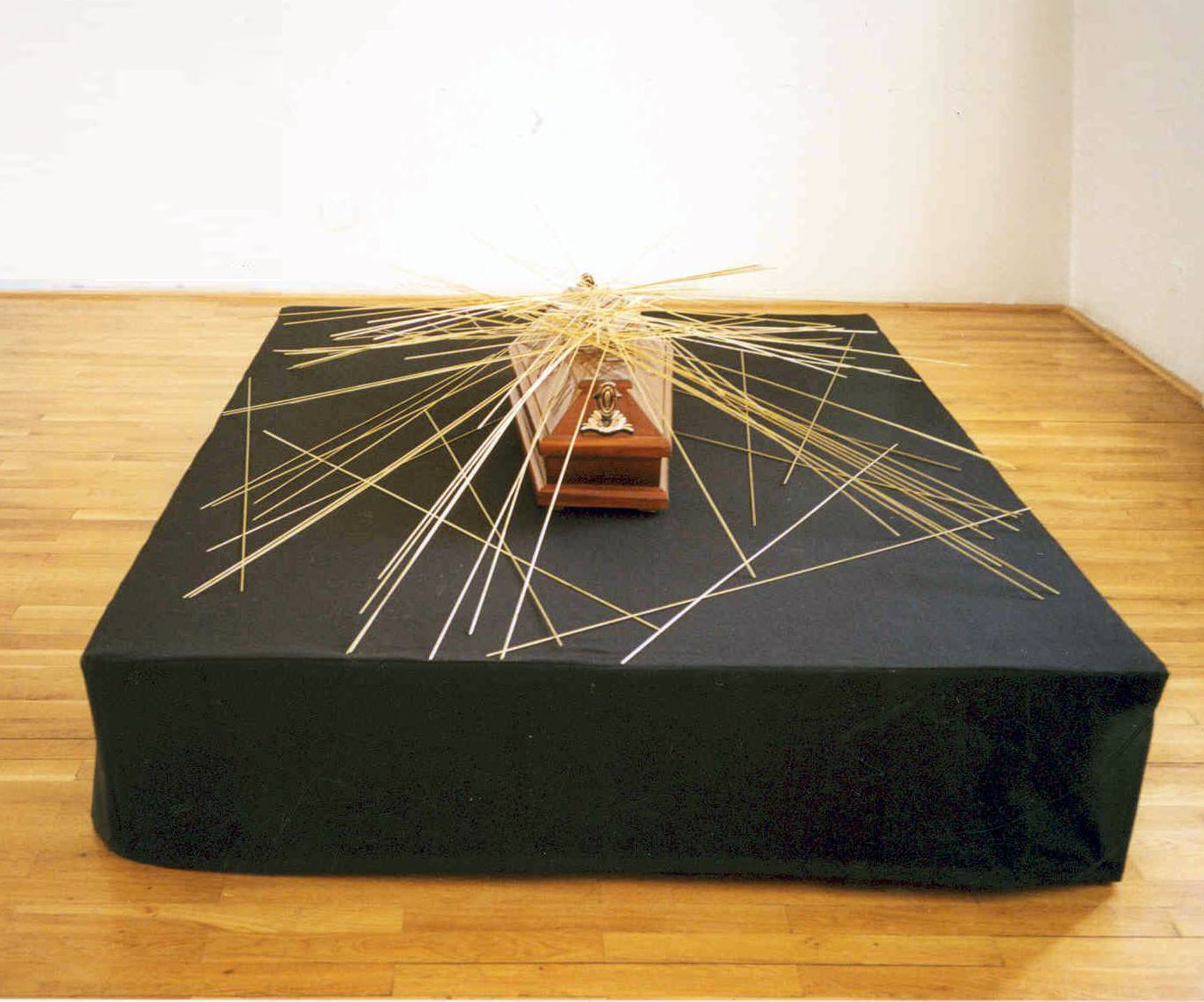
Mikádo, 2000
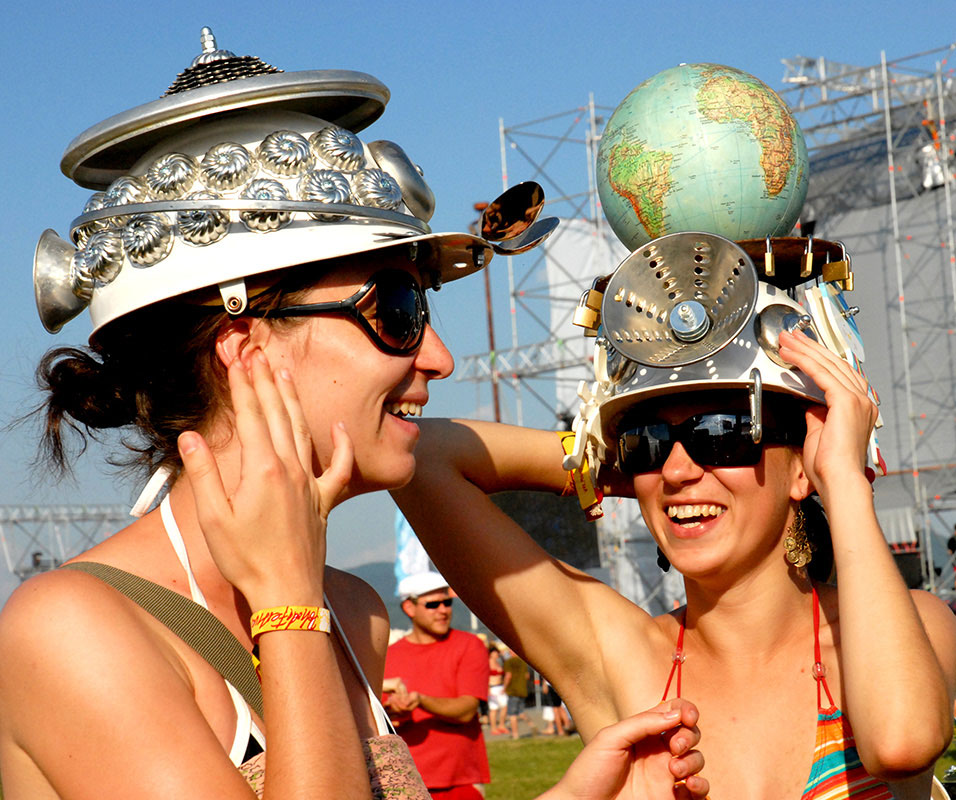
Punkový tuctový orchester Petra Kalmusa
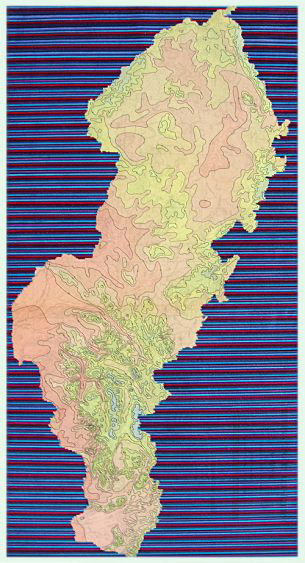
Z cyklu Methexis & Parusia
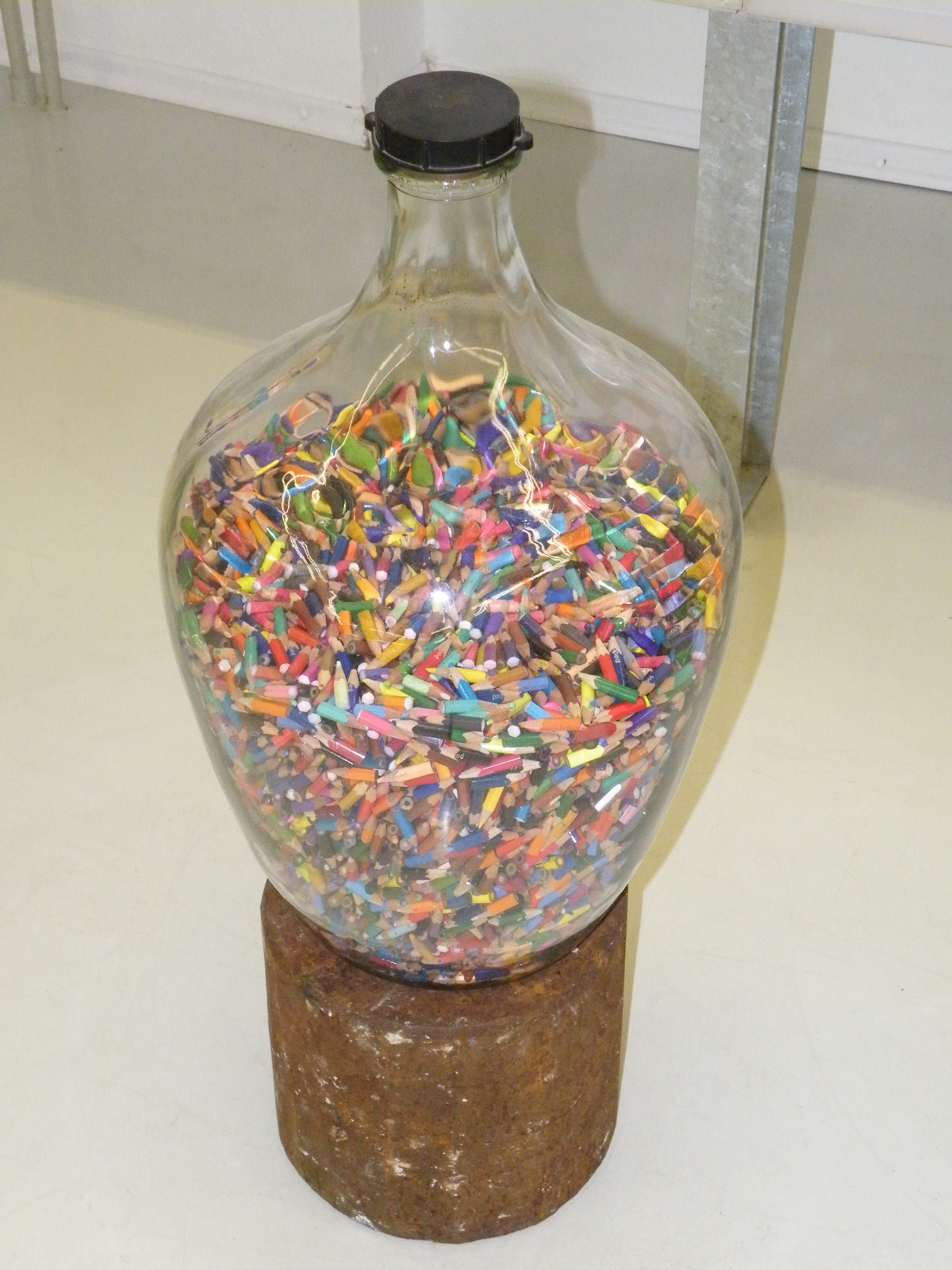
Ceruzkové spaky (Pastelkové špačky), 2009
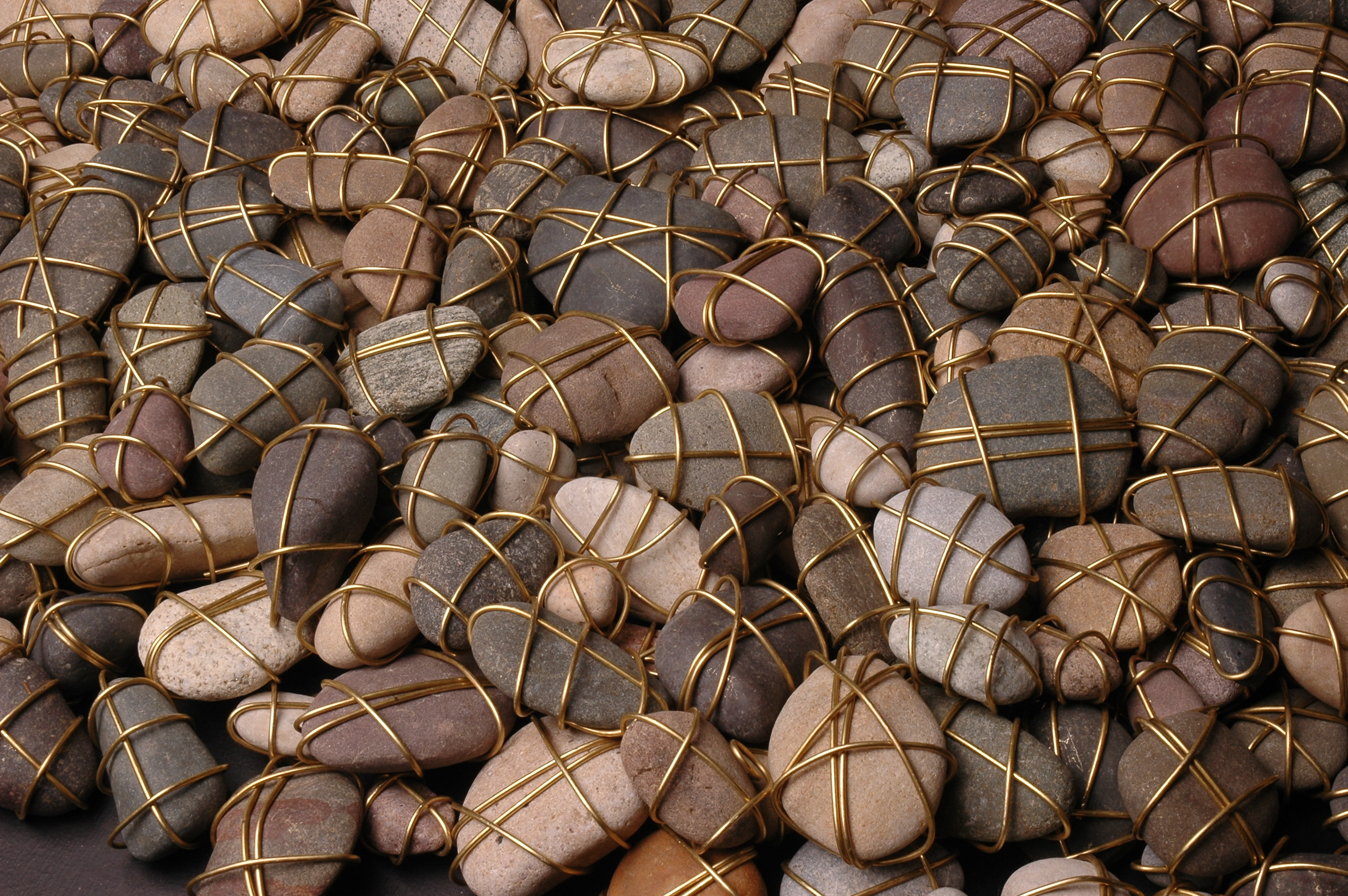
Kalmusovy kameny
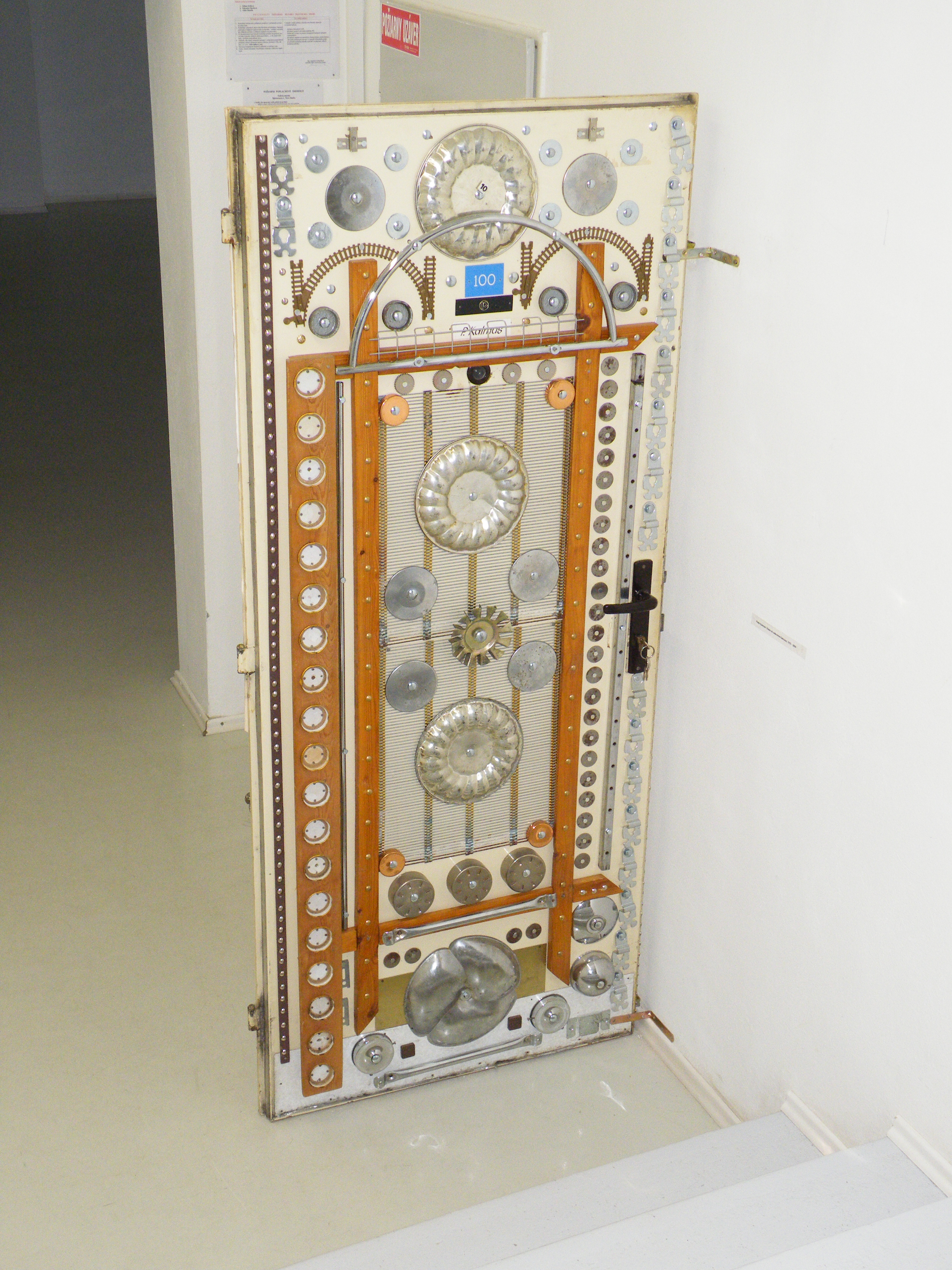
Kalmusovy dveře, 2009
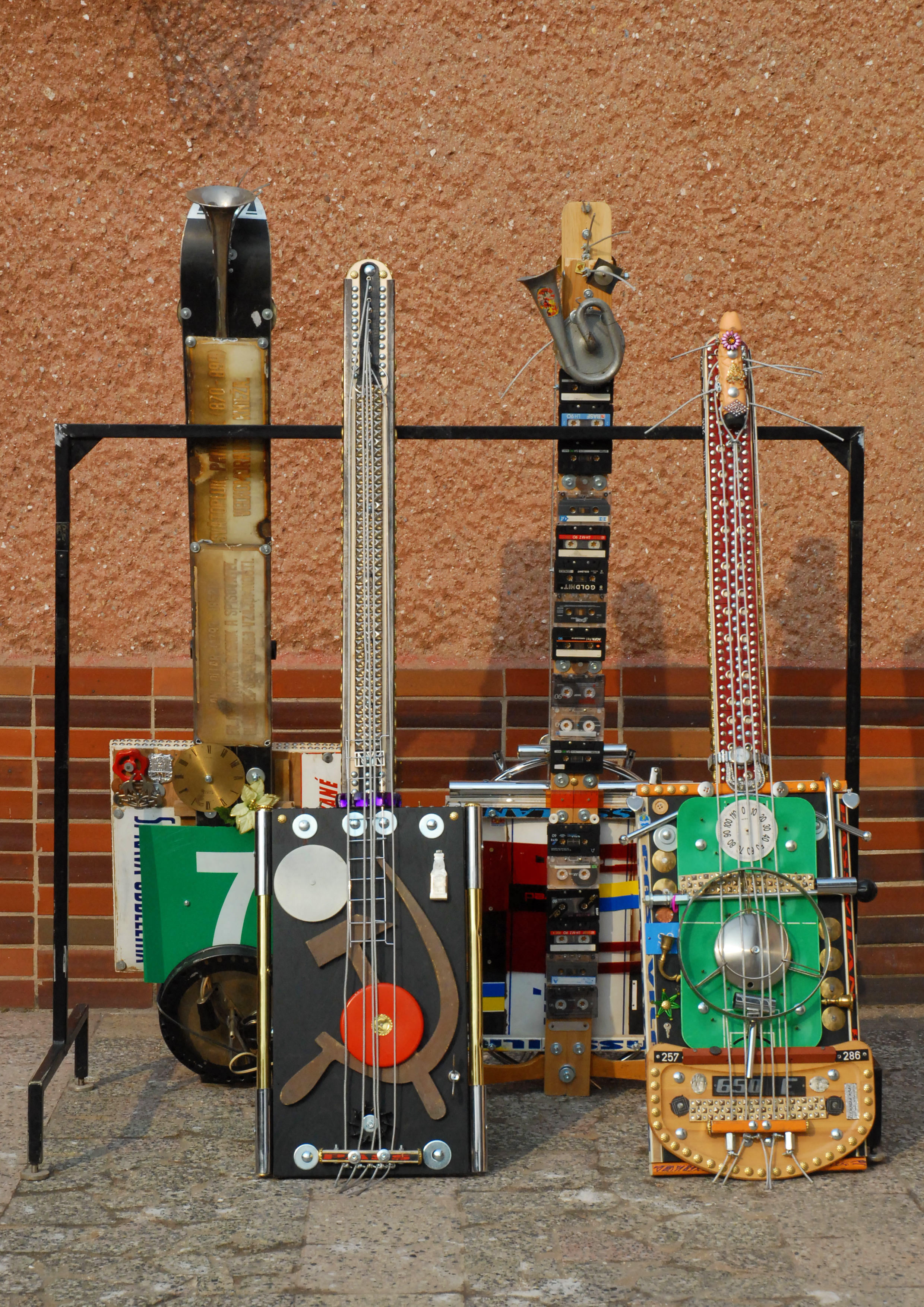
Gitarky Petera Kalmuse, 2011
Přechodové portréty, animovaný gif, 2012